# Großblüten-Sonnenröschen
Das Großblüten-Sonnenröschen (Helianthemum grandiflorum) ist eine Pflanzenart, die zur Gattung der Sonnenröschen gehört.

Manchmal wird das Großblüten-Sonnenröschen als eine Gruppe von gebirgsbewohnenden Unterarten des Gewöhnlichen Sonnenröschens (H. nummularium) betrachtet.

## Beschreibung
Die Pflanze bildet einen 10-40 cm hohen, unten verholzten Halbstrauch. Die Blätter sind gegenständig, besitzen deutliche Nebenblätter und sind nicht ledrig. Die Blüten sind gelb und die (11-)12-16(-18) mm langen, Kronblätter fallen sehr leicht ab.

Innerhalb dieser Art werden mehrere Unterarten unterschieden. Das in den östlichen Ostalpen vorkommende Kahle Großblüten-Sonnenröschen (H. grandiflorum subsp. glabrum) besitzt kahle oder höchstens am Rand bewimperte, glänzende Laubblätter. Das etwa von Salzburg und Oberkärnten an mit einer breiten Übergangszone nach Westen anschließende Eigentliche Großblüten-Sonnenröschen (H. grandiflorum subsp. grandiflorum) hat Laubblätter, die beiderseits auf den Flächen behaart sind. Die beiden Unterarten werden manchmal auch als eigene Arten betrachtet.

Beiden Unterarten fehlt im Unterschied zum Gewöhnlichen Sonnenröschen (H. nummularium), einer wärmeliebenden Art  der Tieflagen, auf der Blattunterseite der feine Haarfilz aus kurzen Sternhaaren. Das auch in den Alpen von den Tälern bis in mittlere Berglagen vorkommende Trübgrüne Sonnenröschen (H. ovatum) unterscheidet sich durch kleinere Blüten und kurze Sternhaare zwischen den Nerven der Kelchblätter.

## Vorkommen
Das Großblüten-Sonnenröschen ist sehr häufig in den Alpen. Weitere Vorkommen gibt es in Nordspanien, Pyrenäen, Auvergne, Jura, Apennin, Karpaten und am Balkan.
Als Standort werden Magerrasen  auf steinigen Kalkböden an und oberhalb der Waldgrenze in einer Höhe von 1.500 bis 2.500 m bevorzugt.